# Державна кримінально-виконавча служба України
Державна кримінально-виконавча служба України — правоохоронний орган, на який покладається завдання щодо здійснення державної політики у сфері виконання кримінальних покарань. Служба була вперше створена 15 липня 1918 року указом гетьмана Української Держави Павла Скоропадського.

## Правові засади
Правові засади організації та діяльності Державної кримінально-виконавчої служби України, її завдання та повноваження визначає Закон України «Про Державну кримінально-виконавчу службу України».
Згідно з КПК України, ДКВСУ має у своєму складі слідчі підрозділи, які є органами досудового розслідування; оперативні підрозділи, наділені правом проводити гласні та негласні слідчі (розшукові) дії. Згідно з розподілом підслідності, слідчі органів ДКВСУ здійснюють досудове розслідування злочинів, вчинених на території або в приміщеннях ДКВСУ. Але, рішенням Конституційного суду України від 24.04.2018, ДКВСУ позбавлена права здійснення досудового розслідування злочинів.

## Структура
Служба складається з центрального апарату,  25 територіальних органів управління, 184 установ, 703 уповноважених органів з питань пробації, навчальних закладів (два центри первинної підготовки, коледж другого рівня акредитації). 12 березня 2025 року при Державній кримінально-виконавчій службі України створено дорадчу консультативно-експертну раду, яка складається з відомих журналістів, правозахисників, волонтерів й експертів з кримінального права.

## Число ув'язнених
Станом на 1 січня 2010 року у 184 установах Державної кримінально-виконавчої служби України трималося 147,7 тис. осіб, у тому числі: у 32 діючих слідчих ізоляторах — 38 тис. осіб, у 141 кримінально-виконавчий установі відкритого та закритого типів — 108,2 тис. засуджених, в 10 виховних колоніях — 1499 неповнолітніх засуджених. На обліку 703 підрозділів кримінально-виконавчої інспекції перебуває 161 тис. осіб.

## Навчання засуджених
З метою забезпечення права засуджених на доступність і безоплатність здобуття загальної середньої освіти на початок 2009/2010 навчального року загальноосвітні навчальні заклади розпочали роботу при 150 установах Державної кримінально-виконавчої служби України, з них при 106 виправних колоніях, 32 слідчих ізоляторах, 10 виховних колоніях та 2 виправних центрах, у тому числі: у 56 установах — вечірні школи (з них у 10 виховних колоніях — середні загальноосвітні школи ІІ-ІІІ ступенів), 81 — класи (групи) з вечірньою формою навчання, 13 — навчально-консультаційні пункти.

## Виробництво
В установах Державної кримінально-виконавчої служби України існує потужний виробничо-технічний потенціал і розвинена інженерна інфраструктура як для забезпечення повноцінного промислового виробництва, так і для надання комунально-побутових послуг засудженим.
Виробничий потенціал Державної кримінально-виконавчої служби України включає 130 промислових та 11 сільськогосподарських підприємств, які спеціалізуються на виробництві машин і обладнання для сільського господарства, підйомно-транспортного устаткування, іншої продукції машинобудування та металообробки, виготовлення меблів, швейних виробів, продукції з природного каменю, виробництва рослинницької та тваринницької продукції.

## Охорона здоров'я засуджених
Організація охорони здоров'я засуджених здійснюється 105 медичними частинами установ виконання покарань та 22 лікарнями, а осіб, узятих під варту, — 32 медичними частинами. Крім того, медичні послуги надаються засудженим і ув'язненим у лікувальних закладах Міністерства охорони здоров'я України.
У Державній кримінально-виконавчій службі України створена санітарно-епідеміологічна служба Державного департаменту України з питань виконання покарань, робота якої спрямована на нагляд за санітарно-епідеміологічним станом установ, організацією водопостачання, харчування, моніторинг епідемічної ситуації.

## Фахівці служби
Організовують і проводять роботу із засудженими та особами, узятими під варту, 47,6 тис. правоохоронців.
Підготовка фахівців для Державної кримінально-виконавчої служби України з вищою освітою здійснюється в Національній юридичній академії України імені Ярослава Мудрого (спеціальність «Правознавство»), Харківському національному університеті імені В. Н. Каразіна (спеціальність «Психологія», «Соціальна робота») та Академією державної пенітенціарної служби України, Державного департаменту України з питань виконання покарань (спеціальність «Правоохоронна діяльність», «Правознавство»).
А також при академії Державної пенітенціарної служби України є центри підвищення кваліфіцікації співробітників та кафедра первинної підготовки.